# Julian Dicks
Julian Andrew Dicks (Bristol, 8 agosto 1968) è un allenatore di calcio ed ex calciatore inglese, di ruolo difensore.

## Palmarès

### Giocatore

#### Competizioni regionali
- Essex Senior Cup: 1

Canvey Island: 2001-2002